# Haunstetten (Kinding)

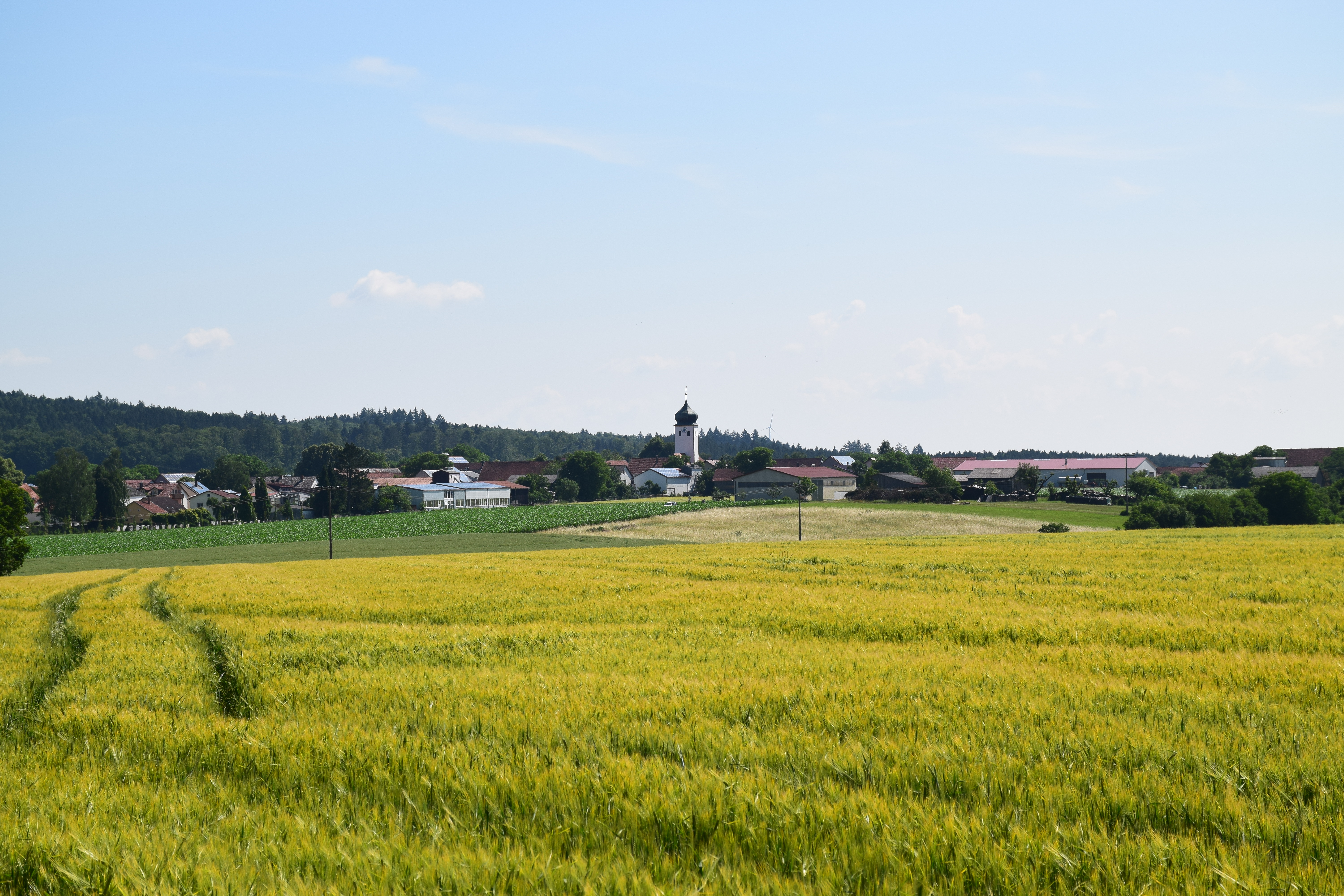
Haunstetten bei Kinding von Südwesten

Haunstetten ist ein Gemeindeteil von Kinding im oberbayerischen Landkreis Eichstätt.

## Lage
Das Pfarrdorf liegt auf der Hochfläche der Fränkischen Alb nördlich des Altmühltales zwischen Kinding und Hirschberg; nach Hirschberg führt von Haunstetten aus die Kreisstraße E 21.

## Geschichte
Der Ortsname verweist auf ein Rodungsdorf, das wohl im 12. Jahrhundert auf der Jurafläche angelegt wurde. Eine Kirchenweihe durch Bischof Otto und damit eine erste Erwähnung des Ortsnamens ist für die Zeit zwischen 1182 und 1189 bezeugt. Mit dem Aussterben der Grafen von Hirschberg 1305 wurde der Ort aufgeteilt an die Herzöge von Bayern, an die Wolfsteiner zu Sulzbürg, an die Herren von Stein zu Hilpoltstein und an den Eichstätter Bischof. 1518 gehörten 22 Hofstätten des Dorfes dem Bischof von Eichstätt, ebenso viele zur Herrschaft Kinding, neun zu Sülzburg und je eine dem Domkapitel Eichstätt und dem Regensburger Kloster Sankt Emmeram.
War der Ort zunächst eine Filiale der Pfarrei Kinding, so ist ab Mitte des 16. Jahrhunderts vom Ort als Pfarrei die Rede. 1561 kam Haunstetten unter Bischof Martin von Schaumberg zusammen mit Kinding an das Hochstift Eichstätt. Im Dreißigjährigen Krieg wurde das Dorf schwer beschädigt. 1655 wütete hier die Pest; seitdem gibt es Fußwallfahrten der Dorfbewohner zu den Sebastianskirchen von Arnsberg und Wiesenhofen.
Seit der Barockzeit liegt Haunstetten am „Fürstenweg“, einer Straßenverbindung zwischen der fürstbischöflichen Residenzstadt Eichstätt und dem fürstbischöflichen Jagdschloss Hirschberg. Der Ort ist landwirtschaftlich geprägt, insbesondere vom Hopfenanbau (Hopfensiegelbezirk Kinding).
1835 hatte Haunstetten zusammen mit Wiesenhofen 78 Häuser mit insgesamt 464 Einwohnern. 1910 zählte man in Haunstetten 361, 1933 353 und 2009 462 Einwohner.
Am 1. April 1971 wurde Haunstetten in den Markt Kinding eingegliedert.
Ende der 1990er Jahre wurde am Ortsrand von Haunstetten ein Gewerbegebiet für Existenzgründer ausgewiesen.
Der Haunstetter Forst mit 5,42 km² ist gemeindefreies Gebiet.

## Sehenswürdigkeiten

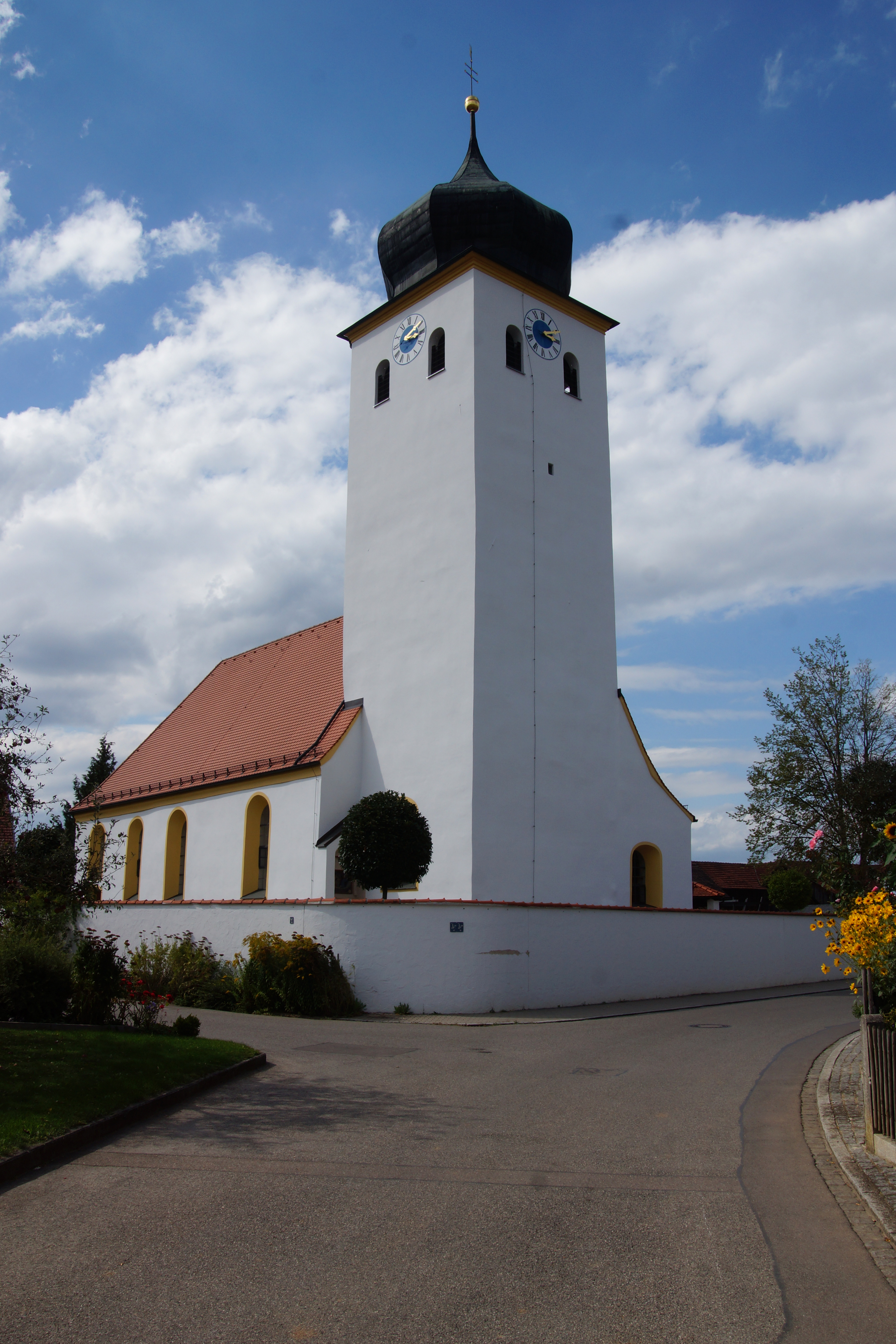
Kirche St. Erhard

- Katholische Pfarrkirche St. Erhard: Ostturm mit romanischem Unterbau des Vorgängerbaus des 12. Jahrhunderts, Turmobergeschoss mit Zwiebelhaube von 1711 von Johann Baptist Camesino, 1752 nach Gewitterschäden erneuert; im Turm der Chor mit barocker Flachdecke; zweimalige Langhausverlängerung, zuletzt 1879; Kanzel mit Posaunenengel auf dem Schalldeckel; aus Kalkstein der Taufstein (Muschelbecken auf Balusterfuß) und ein halbrundes Weihwasserbecken, beides von ca. 1700; Frührokoko-Altäre (1740), Holzskulpturen der Spätgotik (unter anderem Madonna mit einer Weintraube; hl. Erhard von 1498; hl. Sebastian am rechten Seitenaltar), früheres Hochaltarbild des hl. Erhard an der linken Langhauswand, 1741 von Joseph Dietrich gemalt; Arma-Christi-Kreuz; bemaltes steinernes Ölbergrelief (spätes 15. Jahrhundert); vier Glocken: eine mittelalterlich, zwei von 1688 und 1698 und eine von 1977. Die Pfarrei wird von Seelsorgern des Pfarrverbandes Beilngries versorgt.
- Ehemaliger Pfarrhof mit Steinwappen des Eichstätter Bischofs Johann Christoph von Westerstetten, um 1629
- Ehemaliges Schulhaus mit Steinwappen des Eichstätter Bischofs Johann Konrad von Gemmingen
- Wegkapelle im Norden des Dorfes, 18. Jahrhundert, mit klassizistischem Altärchen
- Bennokapelle, erbaut 1869
- Bildstock mit Bildtabernakel einer Kreuzigungsgruppe als Vorderrelief, von 1582
- Pestsäule des 17. Jahrhunderts an der Hangkante des Altmühltales
- Die „Wacht“, ein flächenhaftes Naturdenkmal, ehemalige Hutweide zwischen Haunstetten und Mettendorf, mit ausgeprägten Baumindividuen der Huteichen, Hutbuchen und Hutfichten.

## Sage
Als 1655 die Pest wütete, unternahmen die Dorfbewohner eine Wallfahrt, „die zuerst zum Sebastiansaltar im Georgskirchklein in Kipfenberg führen sollte. Doch die Kipfenberger verrammelten ihren Markt und ließen die Wallfahrer nicht einziehen, wohl weil sie Angst vor Ansteckung hatten. So mussten die Haunstettener zum nächsten Sebastiansheiligtum pilgern, nämlich nach Arnsberg. Ein Bauernknecht, der über den Sinn der Wallfahrt gespottet hatte und an dem Bittgang nicht teilnahm, soll das letzte Opfer der Pest in Haunstetten gewesen sein: Ihn fanden die heimkehrenden Wallfahrer tot vor seinem Strohsack sitzen.“ (Zitiert nach K. Held)

## Persönlichkeiten
- Joseph Hotter (* 7. November 1792 in Haunstetten; † 8. Februar 1872 in München), 1827 bis 1831 Bürgermeister von Ingolstadt[3]
- Georg Karch (* 29. September 1911 in Haunstetten; † 23. März 2004 in Beilngries) war ein deutscher Priester und Exerzitienhausleiter.

Bischof Michael Rackl weihte ihn 29. Juni 1938 zum Priester. Danach kam er als Aushilfe nach Altdorf bei Titting und als Kooperator in Habsberg, Berching und Neumarkt in der Oberpfalz. 1948 wurde er von Bischof Joseph Schröffer zum Leiter des Exerzitienhauses Schloss Hirschberg ernannt. 1953 wurde er als Nachfolger von Franz Xaver Koller Pfarrer von Großweingarten. Von 1962 bis 30. April 1984 war er Pfarrer in Wettstetten. Für seine Verdienste hier wurde er zum Ehrenbürger von Wettstetten ernannt. Danach lebte er in Ingolstadt-Mailing und ab 1. April 1997 im Altenheim Beilngries.
- Peter Miehling (* 14. April 1917 in Haunstetten; † 1. Juni 1955 in Kinding), Landwirt und Politiker

## Vereine
- FC Haunstetten
- Feuerwehrverein Haunstetten
- Freiwillige Feuerwehr Haunstetten
- Landjugend Haunstetten
- Kriegerverein Haunstetten
- Männergesangsverein Haunstetten
- Obst- und Gartenbauverein Haunstetten
- Haunstettner Schewerer (Faschingsverein)

## Feste
Einmal im Jahr – im letzten Augustwochenende – findet beim Hopferzupferfest die Wahl einer Hopfenkönigin statt (im Jahr 2023 zum 42. Mal).